# Buick Y-Job

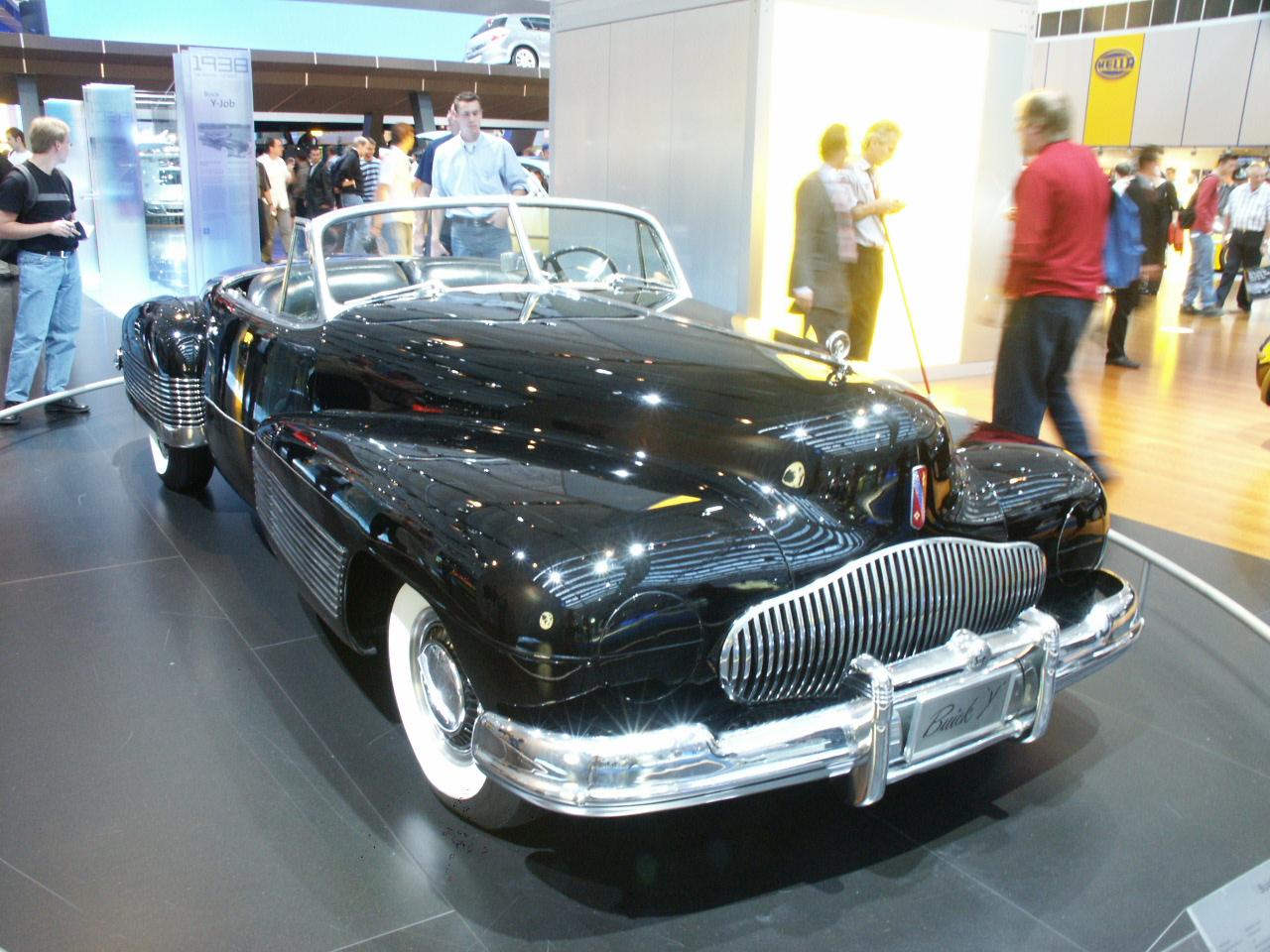
Buick Y-Job (1938)

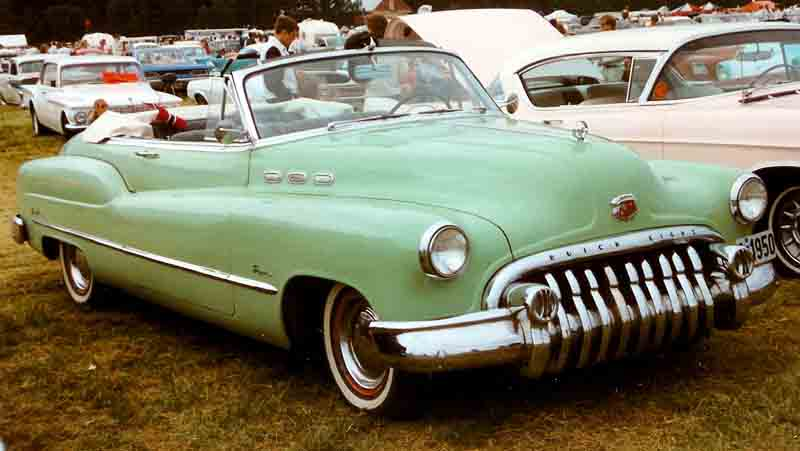
Buick Super Serie 50 Modell 56C Cabriolet (1950), der das Styling des Buick Y-Job in der Serie zeigte

Der Buick Y-Job ist das erste Konzeptfahrzeug der Geschichte.

## Beschreibung
Es wurde von Harley Earl entworfen. Der Wagen hatte pneumatisch betätigte Klappscheinwerfer, eine Kühlerfigur, die an Kimme und Korn eines Gewehres erinnert, um die Fahrzeugecken geführte Stoßfänger, besondere Türgriffe und Stylingdetails, die Buick noch bis in die 1950er-Jahre verwendete. Es war das erste Fahrzeug mit elektrischen Fensterhebern.
Für die Bezeichnung „Y“ gibt es verschiedene Erklärungen:
- Alle Versuchsfahrzeuge hießen „X“, und so verwendete Earl einfach den nächsten Buchstaben im Alphabet.[2]
- Die Bezeichnung „Y“ wählte Earl, weil sie häufig in der Flugzeugindustrie verwendet wurde und dort die fortschrittlichsten Prototypen bezeichnete.[3]

Die Basis bildete ein Fahrgestell aus der regulären Produktion, das der Ingenieur Charlie Chayne abänderte. Der Radstand betrug 126 Zoll (320 cm). Ein Achtzylinder-Reihenmotor mit 320 Kubikzoll (umgerechnet  5244 cm³) Hubraum und 141 PS Leistung trieb das Fahrzeug an.